# Chester Newton
Chester Newton   (Canby, 18 de setembre de 1903 - Oregon City, 11 de maig de 1966) va ser un lluitador estatunidenc, especialista en lluita lliure, que va competir durant la dècada de 1920.
El 1924 va prendre part en els Jocs Olímpics de París, on guanyà la medalla de plata en la competició del pes ploma del programa de lluita. En la final va perdre contra el seu company d'equip i d'universitat Robin Reed.
El 1980 fou incorporat a l'Oregon Sports Hall of Fame; i el 1991, a l'Oregon State University Athletic Hall of Fame.
Morí en un accident de trànsit el 1966.